# 송도소학교
송도소학교(松都小學敎)는 1912년 경기도 개성부 송도면에 설립된 초등학교였다. 한영서원 초등부였으나 1912년 한영서원에서 따로 독립하여 따로 소학교로 설립된 것이다. 일명 제일송도보통학교라는 이름으로도 불렸다.
한영서원 설립 당시 윤치호는 한영서원 내 초등과로 설립하였다. 그러다가 1912년 사립학교령 개정에 의하여 4년제 송도소학교로 설립하였으며 초대 교장은 윤치호였다. 1917년 3월 송도보통학교로 교명이 변경되고 교장으로 왕영덕이 부임하였다. 이후 미국 남감리교 선교부의 보조금 2,400원을 지원받아 운영되었다. 그러나 1932년부터 자금이 끊기게 되자, 교사들이 경영난에 빠진 학교를 살리고자 월급을 기부하여 운영하였다.
1934년 3월 윤영선이 교장으로 취임하였다. 해방 후에는 학칙변경에 따라 6년제 국민학교로 설립되어 운영되다가 1950년 6.25 전쟁으로 폐교되었다.

## 같이 보기
- 한영서원
- 송도중학교 (인천)
- 송도고등학교
- 윤치호
- 왕영덕
- 윤영선